# بید شبح‌برگی معمولی
بید شبح برگی معمولی (نام علمی: Aenetus ligniveren) نام یک گونه از سرده بیدهای شبح برگی است. دامنه پراکنش این گونه از جنوب کوئینزلند تا تاسمانی می‌باشد.
پهنای بال این گونه ۵۰میلی‌متر برای نرها و ۷۰میلی‌متر برای ماده هاست. لاروهای این گونه از گیاهانی نظیر:شیشه شور (سرده)، ناترک، اوکالیپتوس، شاه پسند درختچه‌ای، سیب (سرده)، پوست کاغذی و انواع تمشک تغذیه می‌کنند.